# Aargauer Klosterstreit

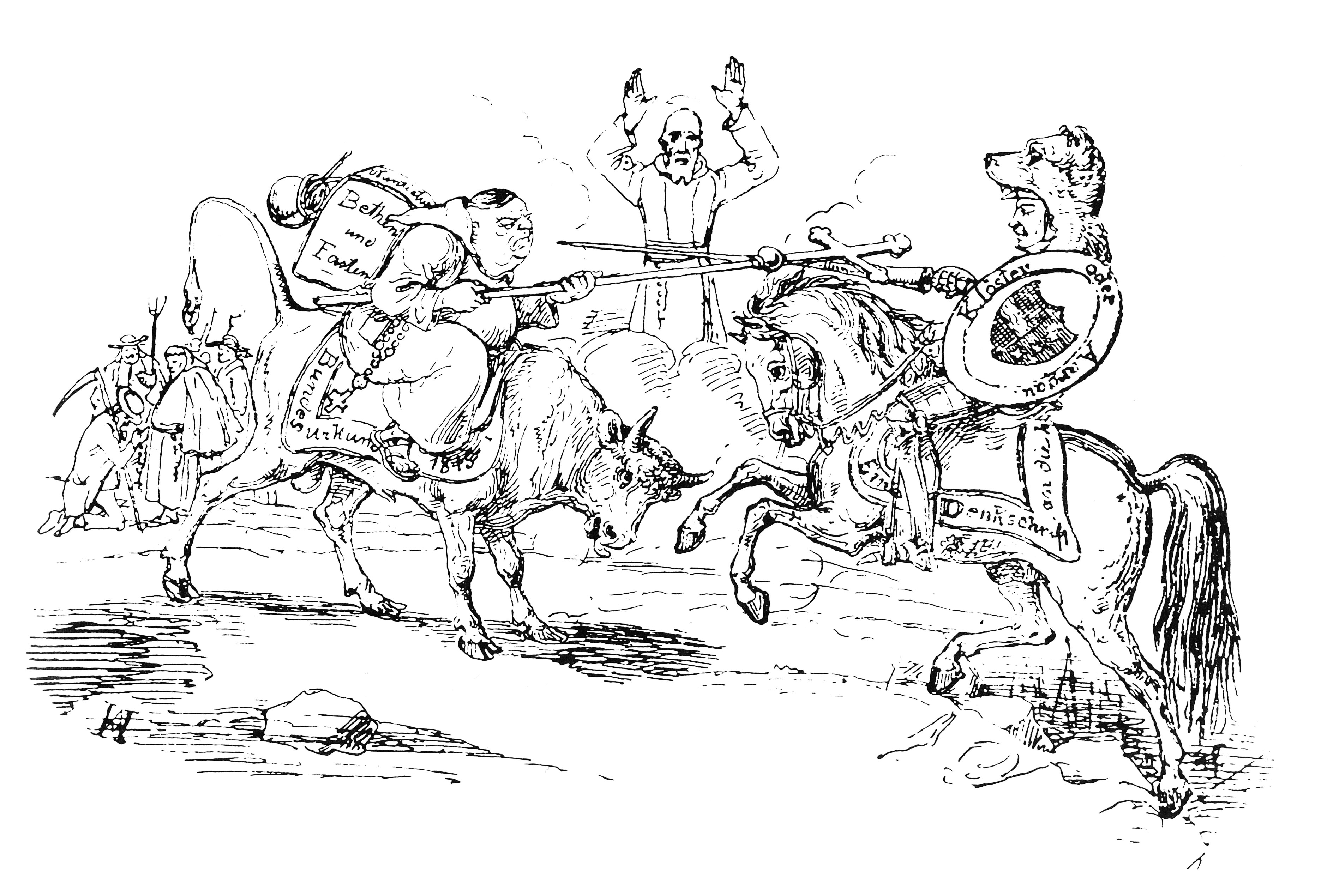
Katholiken und Liberale streiten um die Aargauer Klöster: Karikatur aus dem Satiremagazin Guckkasten vom 25. März 1841

Der Aargauer Klosterstreit war eine Auseinandersetzung zwischen dem Kanton Aargau und den katholisch-konservativen Kantonen der Schweiz, die ihren Ursprung in der Aufhebung aller Aargauer Klöster im Jahr 1841 hatte. Dieser Konflikt hatte beinahe einen Krieg mit Österreich zur Folge und mündete schliesslich in den Sonderbundskrieg von 1847.

## Vorgeschichte
Nach der Annahme der Badener Artikel stellte die von (meist reformierten) Liberalen dominierte Aargauer Kantonsregierung im Jahr 1835 die Klöster unter staatliche Verwaltung, verfügte die Schliessung der Klosterschulen und verhängte ein Verbot zur Aufnahme von Novizen. Die Verfassung von 1831 sah eine Totalrevision innerhalb von zehn Jahren vor. Die Ende 1840 neu ausgearbeitete Verfassung unterschied sich kaum von der alten und wurde in der Volksabstimmung abgelehnt. Die Liberalen störten sich an der Parität, dem Grundsatz, dass in allen Behörden gleich viele Reformierte wie Katholiken vertreten sein mussten. Der zweite Entwurf fiel in ihrem Sinne aus und wurde am 5. Januar 1841 mit 58 % angenommen. Dabei reichte die Zustimmung von 0 % im katholischen Wahlkreis Rohrdorf bis 99 % im reformierten Wahlkreis Brugg.

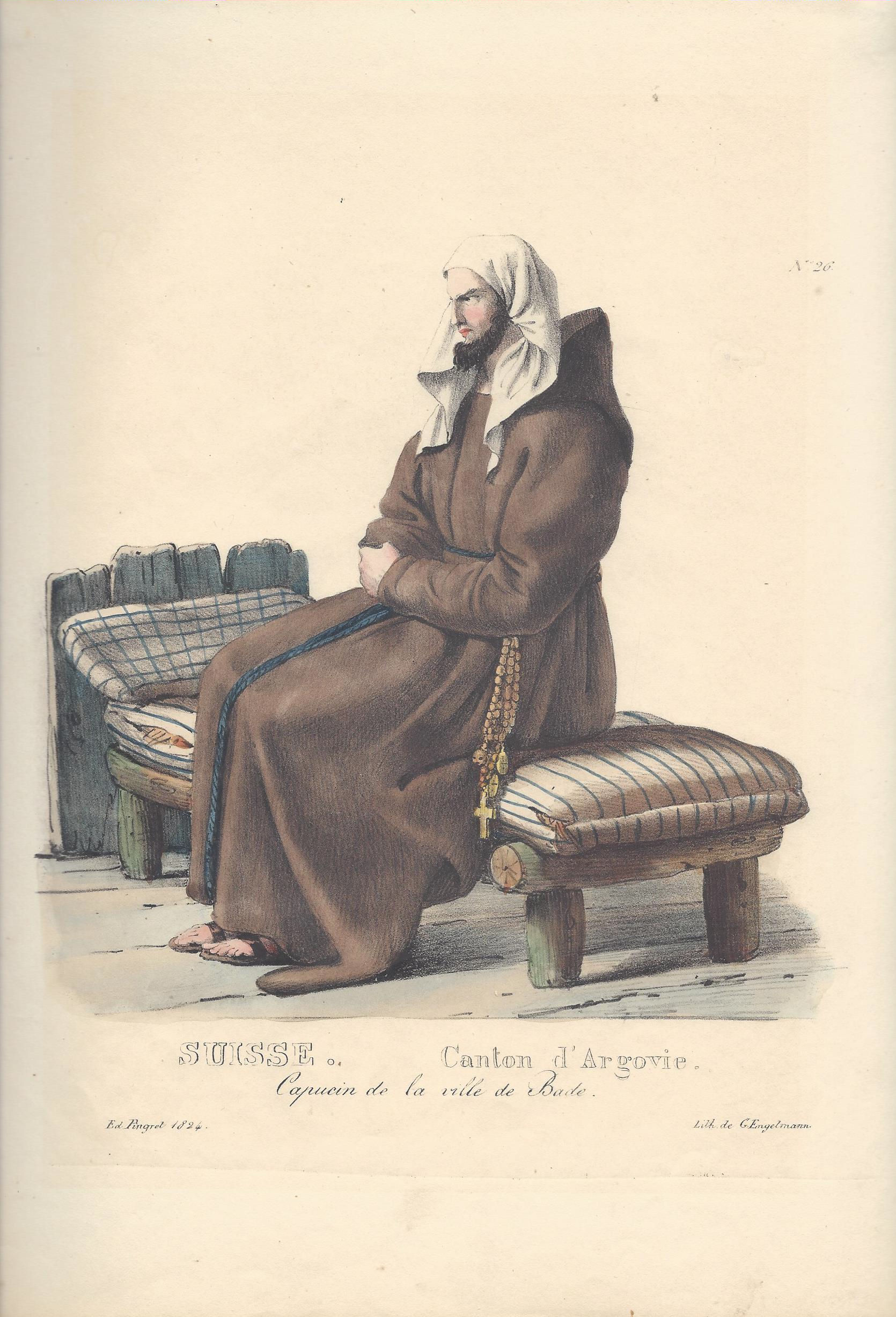
Édouard Pingret: Capucin de la ville de Bade, Lithografie bei Godefroy Engelmann, 1824

Konservative katholische Kreise – allen voran das Bünzer Komitee, das mehrere Volksversammlungen gegen die neue Verfassung organisiert hatte – wollten sich mit dem Resultat nicht abfinden. Die Kantonsregierung gab den Befehl, die Mitglieder des Komitees zu verhaften. Regierungsrat Franz Waller begab sich am 10. Januar mit Landjägern nach Muri, um die Verhaftungen vorzunehmen. Eine aufgebrachte Menschenmenge setzte sie jedoch im Amtshaus fest und befreite die verhafteten Komiteemitglieder. In Bremgarten umstellten mehrere hundert Bewaffnete das Rathaus und erzwangen die Freilassung weiterer Komiteemitglieder. Am 11. Januar marschierten Regierungstruppen ins Freiamt ein. Bei Villmergen kam es zu einem Gefecht, bei dem zwei Soldaten und sieben Aufständische starben. Noch ohne Kenntnis davon, dass der Aufstand im Freiamt rasch niedergeschlagen worden war, brachen auch in den Bezirken Baden und Zurzach Unruhen aus, die sich aber mangels Koordination rasch wieder legten. Am Abend des 12. Januar hatte die Regierung die Lage wieder unter Kontrolle.

## Die Klosteraufhebung
Am 13. Januar 1841 forderte der liberale (damals katholische, später christkatholische) Seminardirektor Augustin Keller in einer Rede im Grossen Rat die Schliessung sämtlicher Klöster. Er bezeichnete sie als «Ursprung allen Übels» und Drahtzieher des konservativen Putschversuches. Sein Antrag auf sofortige Aufhebung der Klöster wurde mit 115 zu 19 Stimmen angenommen, bei 9 Enthaltungen. Aufgrund der eiligst einberufenen Sitzung konnte die grosse Mehrheit der katholischen Grossräte an der Sitzung im reformierten Aarau gar nicht teilnehmen, beispielsweise war von den 16 Abgeordneten des Bezirks Muri nur einer anwesend. Die Sitzung hätte schon am 12. Januar stattfinden sollen, war aber aufgrund der vielen (vor allem katholischen) Absenzen gar nicht beschlussfähig. Ein kantonales Rechtsmittel gegen den Beschluss gab es nicht.
Die Regierung schritt unmittelbar zur Tat und ging dabei wenig zimperlich vor. Nonnen erhielten eine Frist von acht Tagen, um aus den Klöstern auszuziehen, Ordensleute mussten sogar den Kanton innerhalb von 48 Stunden verlassen. Geschlossen wurden die Benediktinerklöster Muri (das 1845 nach Muri-Gries transferiert wurde), Hermetschwil und Fahr, die Zisterzienserklöster Wettingen und Gnadenthal, die Kapuzinerklöster Baden und Bremgarten sowie das Chorherrenstift in Baden. Der Kanton zog die Klostervermögen von insgesamt 6,5 Millionen Franken ein (dies entsprach dem Siebenfachen der jährlichen Steuereinnahmen) und überführte die Bestände der Klosterbibliotheken in die Kantonsbibliothek in Aarau. Der Staat ersetzte das Armenwesen der Klöster nur unvollständig, so dass die Armut in vielen von der Klosteraufhebung betroffenen Gemeinden wuchs. Das Versprechen der Regierung, die Klostervermögen vollumfänglich für Kirchen-, Schul- und Armenzwecke zu verwenden, wurde in der Realität nicht eingehalten, da ein Grossteil unter verschiedenen Titeln (Steuerersatzkapital, Ersatz der Okkupationskosten) in die Staatskasse floss.

## Auswirkungen
Nicht die Aufhebung der Klöster an sich war für die Katholiken schockierend (nach der Kantonsgründung von 1803 waren bereits mehrere Klöster säkularisiert worden), sondern die Rücksichtslosigkeit, mit der die Kantonsregierung diese Massnahme vollzog. Der Kanton Aargau hatte damit auch gegen den Bundesvertrag von 1815 verstossen, der den Fortbestand der Klöster garantierte. Die Klosteraufhebung trug auch massgeblich zur Entfremdung des Freiamts gegenüber dem Kanton bei. Ein ansehnlicher Teil des geldlich nicht erfassbaren reichen Kulturgutes (besonders der Klosterschatz) der Klöster, das nicht an die Pfarreien verteilt werden konnte (da sich viele weigerten, dieses in ihren Augen gestohlene Gut anzunehmen), wurde samt und sonders an Händler in aller Welt veräussert.
Die Ereignisse sorgten auch im benachbarten katholischen Ausland für grossen Unmut. Fürst Metternich, der österreichische Staatskanzler und Garant der am Wiener Kongress festgelegten Ordnung, liess sogar einen Plan für eine militärische Intervention ausarbeiten. Die Tatsache, dass Frankreich jeglichen Konflikt vermeiden wollte und Österreich sich auch mit anderen Problemen auseinandersetzen musste, verhinderte ein militärisches Eingreifen.
Am 29. August 1843 stimmte der Grosse Rat einem Kompromiss zu, zu dem sich die Kantonsregierung nach langwierigen Verhandlungen bereit erklärt hatte. Die vier Frauenklöster Baden, Fahr, Gnadenthal und Hermetschwil wurden wieder zugelassen, hingegen blieben die Männerklöster für immer geschlossen. Die Mehrheit der Tagsatzung erklärte die Angelegenheit am 31. August 1843 mit zwölf Stimmen für erledigt. Dieser ursprünglich rein aargauische Konflikt vertiefte die Gräben zwischen Katholiken und Reformierten in der ganzen Schweiz noch weiter. Die Spannungen entluden sich schliesslich 1847 im Sonderbundskrieg, der in der Folge zur Gründung des modernen schweizerischen Bundesstaates führte.